# Launaea rogersii
Launaea rogersii là một loài thực vật có hoa trong họ Cúc. Loài này được Humbert & Boulos mô tả khoa học đầu tiên năm 1963.